# Tête d'animal mystérieux
Tête d'animal mystérieux est un tableau réalisé par le peintre italien Giorgio De Chirico en 1975. Cette huile sur toile représente une tête de cheval composée de bâtiments antiques. Elle est conservée au musée d'Art moderne de Paris, à Paris.

## Expositions
- Giorgio de Chirico, aux origines du surréalisme belge. René Magritte, Paul Delvaux, Jane Graverol, Beaux-Arts Mons, Mons, 2019 — no 54, p. 122.